# رافينيا (لاعب كرة قدم مواليد أغسطس 1988)
رافينيا هو لاعب كرة قدم برازيلي في مركز ظهير ‏، ولد في 11 أغسطس 1988 في سانتانا دوايبانيما في البرازيل. لعب مع Esporte Clube Flamengo ‏.

## وصلات خارجية
- رافينيا (لاعب كرة قدم مواليد 1988) على موقع قاعدة بيانات كرة القدم.إي يو (الإنجليزية)
- رافينيا (لاعب كرة قدم مواليد 1988) على موقع Soccerway.com (الإنجليزية)